# Learning to Skateboard in a Warzone (If You're a Girl)
Pour plus de détails, voir Fiche technique et Distribution.
Learning to Skateboard in a Warzone (If You're a Girl) est un moyen métrage documentaire réalisé par Carol Dysinger et Elena Andreicheva sorti en 2019. Il reçoit le British Academy Film Award du meilleur court métrage en 2020.

## Synopsis
Le documentaire se concentre sur l'organisation non gouvernementale Skateistan qui, en Afghanistan, apprend aux jeunes filles à lire, écrire et aussi à faire du skateboard dans leur école de Kaboul.

## Fiche technique
Sauf indication contraire, les informations mentionnées dans cette section peuvent être confirmées par la base de données cinématographiques IMDb,  présente dans la section « Liens externes ».
- Titre original : Learning to Skateboard in a Warzone (If You're a Girl)
- Réalisation : Carol Dysinger (de)
- Production : Elena Andreicheva
- Musique originale : Sasha Gordon
- Photographie : Lisa Rinzler
- Montage : Mary Manhardt
- Sociétés de production : A&E IndieFilm / Grain Media
- Société de distribution : A&E Television Networks
- Pays d'origine :  Royaume-Uni
- Langue originale : anglais
- Durée : 39 min
- Format : couleur
- Genre : documentaire
- Date de sortie : 
  - États-Unis : 28 avril 2019 (Festival du film de Tribeca)

## Distinctions
Sauf indication contraire, les informations mentionnées dans cette section peuvent être confirmées par la base de données cinématographiques IMDb,  présente dans la section « Liens externes ».

### Récompenses
- Santa Fe Independant Film Festival 2019 : Meilleur court-métrage documentaire.
- Festival du film de Tribeca 2019 : Meilleur film documentaire.
- International Documentary Association Awards 2019 : Meilleur court-métrage.
- BAFTA 2020 : British Academy Film Award du meilleur court métrage.
- Oscars 2020 : Oscar du meilleur court métrage documentaire.